# Saint Levant
Saint Levant (arabisch سانت ليفانت; * 6. Oktober 2000 in Jerusalem; bürgerlich Marwan Abdelhamid, arabisch مروان عبد الحميد) ist ein palästinensischer Musiker, der in Kalifornien lebt. Im November 2022 erlangte er durch seinen mehrsprachigen Rap-Song Very Few Friends internationale Bekanntheit.

## Leben
Levant ist Sohn einer französisch-algerischen Mutter und eines palästinensisch-serbischen Vaters. Er hat einen Bachelor-Abschluss in Internationalen Beziehungen von der University of California, Santa Barbara. Der Musiker spricht muttersprachlich Arabisch, Englisch und Französisch. In seinem bisher bekanntesten Lied rappt er in all diesen Sprachen.
Abdelhamid ist Muslim. Seit 2023 ist er mit der französisch-haitianischen Sängerin Naïka liiert.

## Diskografie

### Alben
- 2024: Deira

### EPs
- 2022: Here and There (mit Bayou)
- 2023: From Gaza, With Love
- 2025: Love Letters

### Singles (Auswahl)
- 2022: Balak (mit Zeyne)
- 2022: I Guess (mit Playyard)
- 2022: Very Few Friends
- 2023: Facetime
- 2023: From Gaza, With Love
- 2023: Nasty (mit Zeina)
- 2023: Nails
- 2024: Galbi
- 2024: Deira (mit MC Abdul)
- 2024: Allah Yihmeeki (mit Kehlani)
- 2024: Let Her Go (mit Cheb Bilal)